# Yannick Bright
Yannick Bright (Milán, Lombardía, 3 de septiembre de 2001) es un futbolista italiano que juega como centrocampista en el Inter de Miami de la Major League Soccer de Estados Unidos.  

## Trayectoria profesional
En 2019, comenzó su carrera futbolística con el Arconatese en la Serie D de Italia. Disputó 20 partidos con el club antes de salir en 2020.
En 2022, Bright jugó para el North Carolina Fusion U23 en la USL League Two, la cuarta división del fútbol estadounidense.
En el SuperDraft de la MLS 2024, Bright fue seleccionado en la primera ronda (15.º global) por el Inter de Miami. Posteriormente, se unió al club para la pretemporada.
En marzo de 2024, firmó un contrato de un año con el Inter de Miami, con opciones del club desde 2025 hasta 2027. Debutó en la Major League Soccer el 23 de marzo de 2024.

## Clubes

### Profesional
| Club                      | País           | Año                | PJ | Goles |
| ------------------------- | -------------- | ------------------ | -- | ----- |
| G. S. Arconatese          | Italia         | 2019–2020          | 0  | 0     |
| North Carolina Fusion U23 | Estados Unidos | 2022               | 5  | 0     |
| Inter de Miami            | Estados Unidos | 2024–act.          | 3  | 1     |
| Inter de Miami II         | Estados Unidos | 2024–2025 (cedido) | 48 | 0     |

## Palmarés

### Campeonatos nacionales
| Título             | Club           | País           | Año  |
| ------------------ | -------------- | -------------- | ---- |
| Supporters' Shield | Inter de Miami | Estados Unidos | 2024 |